# 电子工业出版社
电子工业出版社成立于1982年10月，先后直属于中华人民共和国电子工业部、机械电子工业部、电子工业部、信息产业部、今工业和信息化部。每年出版新书1900多种，音像和电子出版物约400种，期刊8种。年出版码洋达10亿元人民币。

## 出版物

### 期刊
- 《中国信息化》本刊网址
- 《中国新通信》本刊网址 （页面存档备份，存于）
- 《数字通信世界》本刊网址 （页面存档备份，存于）
- 《今日电子》本刊网址 （页面存档备份，存于）
- 《工业和信息化教育》本刊网址
- 《产业经济评论》本刊网址 （页面存档备份，存于）
- 《电漫》
- 《中国科技文献》